# Svetlana Lukić
Svetlana Lukić (Belgrado, Sérvia, 14 de dezembro de 1958) é uma jornalista e radialista da Sérvia.
Nasceu em Belgrado, na Sérvia, e graduou-se em jornalismo na Universidade de Belgrado de Ciências Políticas. Lukić apresentou o programa de rádio Nuko jao ja na Radio Blgrade de 1987 a 1993. Em 1990, recebeu um prêmio pela Associação Sérvia de Jornalismo devido ao seu trabalho na rádio. Foi demitida da Radio Belgrade em 1993 e entrou para a Radio Brod, um projeto financiado pela União Europeia, com o enfoque de noticiar a Guerra Civil Iugoslava. Em 1994, entrou para a rádio B92 como editora dos programas Fantom slobode (O fantasma da liberdade) e Pescanik (A ampulheta). O programa Pescanik recebeu o prêmio Press Freedom Award – Signal for Europe pela Repórteres sem Fronteiras da Áustria. Lukić também recebeu prêmios como Jug Grizelj Award, Dušan Bogavac Award, Konstantin Obradović Award e o Belgrade City Journalism Award.